# BEAT Cycling
Das Team BEAT Cycling ist ein niederländisches Radsportteam mit Sitz in Rotterdam.

## Organisation und Geschichte
Der BEAT Cycling Club wurde Ende 2016 von Geert Broekhuizen, dem ehemaligen Direktor für Kommunikation und Marketing des Giant-Alpecin-Teams, und Edwin Gulickx gegründet. Ziel des Projektes ist es, aus einer Vereinsstruktur heraus den Radsport zu fördern und Spitzensportler, Freizeitsportler und Radsportfans in einem professionellen Radsportverein zusammenbringen.
In der ersten Saison im Jahr 2017 wurde zunächst ein professionelles Bahnradteam mit einer Lizenz als UCI Track Team ins Leben gerufen, das erste professionelle Bahnrradteam in den Niederlanden. Für das Team wurden Spitzenfahrer wie Theo Bos, Matthijs Büchli und Roy van den Berg, die ab der ersten Saison nationale Titel und Weltcup-Erfolge erzielten. Später kamen zum Team weitere Spitzenfahrer wie Yoeri Havik, Tijmen van Loon und Vincent Hoppezak.
Zur Saison 2018 wurde zusätzlich ein Straßenteam mit einem Kader von zunächst zehn Fahrern gegründet, das eine Lizenz als UCI Continental Team besitzt. Das Team nimmt hauptsächlich an Rennen der UCI Europe Tour teil.
Neben den beiden lizenzierten Teams gehören zu BEAT Cycling ein Outdoor-Team, ein Grand Fondo-Team, ein eRacing-Team und ein Adventure-Team.

## Saison 2025
Mannschaft
| Teamkader 2025            | Teamkader 2025    | Teamkader 2025 | Teamkader 2025                        |
| Name                      | Geburtsdatum      | Land           | Vorheriges Team                       |
| ------------------------- | ----------------- | -------------- | ------------------------------------- |
| Stijn Appel               | 14. November 1996 | Niederlande    | À Bloc CT (2023)                      |
| Jarno Bellens             | 18. Juli 2000     | Belgien        |                                       |
| Frits Biesterbos          | 14. Februar 2002  | Niederlande    |                                       |
| Michiel Coppens           | 17. Dezember 2002 | Belgien        | RB Zelfbouw UCT (2023)                |
| Bram Dissel               | 12. Juli 1998     | Niederlande    |                                       |
| Tijmen Eising             | 27. März 1991     | Niederlande    | VolkerWessels Cycling Team (2023)     |
| Jochem Kerckhaert         | 29. Oktober 2000  | Niederlande    | WPGA Amsterdam Racing Academy (2021)  |
| Lars Loohuis              | 4. Oktober 2000   | Niederlande    | À Bloc CT (2023)                      |
| Marijn Maas               | 17. Januar 2002   | Niederlande    |                                       |
| Robbe Mellaerts           | 18. August 2001   | Belgien        |                                       |
| Mārtiņš Pluto             | 13. Januar 1998   | Lettland       | À Bloc CT (2023)                      |
| Martijn Tusveld           | 9. September 1993 | Niederlande    | Team dsm-firmenich PostNL (2024)      |
| Jeroen Van Krimpen        | 2. März 1999      | Niederlande    | Dutch Food Valley Cycling Team (2023) |
| Daan van Sintmaartensdijk | 11. Juni 1998     | Niederlande    | VolkerWessels Cycling Team (2023)     |
| Hidde van Veenendaal      | 3. Februar 2001   | Niederlande    | Metec-Solarwatt p/b Mantel (2024)     |
|                           |                   |                |                                       |
| Quelle: ProCyclingStats   |                   |                |                                       |

Erfolge
| Siege | Siege  | Siege | Siege  | Siege  | Siege |
| Datum | Rennen | Staat | Klasse | Sieger |       |
| ----- | ------ | ----- | ------ | ------ | ----- |

## Erfolge pro Saison (Straße)
| Rennserie                 | 2018 | 2019 | 2020 | 2021 | 2022 | 2023 | 2024 |
| ------------------------- | ---- | ---- | ---- | ---- | ---- | ---- | ---- |
| UCI ProSeries             | -    | -    | -    | -    | -    | -    | -    |
| UCI Continental Circuits  | 2    | 9    | -    | -    | -    | -    | -    |
| nationale Meisterschaften | -    | -    | -    | -    | -    | -    | -    |

## Platzierungen in der UCI-Weltrangliste (Straße)
| World Ranking | World Ranking | World Ranking                      | World Ranking |
| Jahr          | Teamwertung   | Einzelwertung                      |               |
| ------------- | ------------- | ---------------------------------- | ------------- |
| 2018          | —             | Aksel Nõmmela (143. )              |               |
| 2019          | 43.           | Piotr Havik (121. )                |               |
| 2020          | 103.          | Yves Coolen (592. )                |               |
| 2021          | 73.           | Martijn Budding (453. )            |               |
| 2022          | 127.          | Jan-Willem van Schip (984. )       |               |
| 2023          | 147.          | Jules De Cock (1266. )             |               |
| 2024          | 174.          | Daan van Sintmaartensdijk (1425. ) |               |
|               |               |                                    |               |
| Quelle: UCI   |               |                                    |               |

## Erfolge Bahn
2017/18
- NM Niederlande Sprint, Keirin – Matthijs Büchli
- NM Niederlande Teamsprint – Theo Bos, Matthijs Büchli und Roy van den Berg
- Bahn-Weltcup Keirin in Pruszków, Manchester und Minsk – Matthijs Büchli
- Bahn-Weltcup Sprint in Minsk – Matthijs Büchli
- Bahn-Weltcup Teamsprint in Minsk – Matthijs Büchli Theo Bos, Matthijs Büchli en Roy van den Berg

2018/19
- NM Niederlande Sprint – Matthijs Büchli
- NM Niederlande Sprint, Keirin – Laurine van Riessen
- NM Niederlande 1000-m-Zeitfahren – Roy van den Berg
- NM Niederlande Teamsprint – Theo Bos, Matthijs Büchli und Roy van den Berg
- Bahn-Weltcup Keirin in Berlin und London – Matthijs Büchli
- Bahn-Weltcup Keirin in Berlin und Saint-Quentin-en-Yvelines – Laurine van Riessen
- Bahn-Weltcup Keirin in Hongkong – Theo Bos

2019/20
- NM Niederlande Sprint – Matthijs Büchli
- NM Niederlande Sprint – Laurine van Riessen
- NM Niederlande 1000-m-Zeitfahren – Theo Bos
- Bahn-Weltcup Keirin in Milton – Nicky Degrendele
- Bahn-Weltcup Keirin, Sprint in Milton – Laurine van Riessen
- Bahn-Weltcup Omnium in Milton – Jan-Willem van Schip
- Bahn-Weltcup Zweier-Mannschaftsfahren in Milton – Jan-Willem van Schip (mit Yoeri Havik)